# José de Liechtenstein
José Venceslau Maximiliano Maria de Liechtenstein (nascido: Joseph Wenzel Maximilian Maria von und zu Liechtenstein; Londres, 24 de maio de 1995) é o filho mais velho do príncipe Aloísio, Príncipe Herdeiro de Liechtenstein e de sua esposa, a princesa Sofia da Baviera. Desde o nascimento, ele é o segundo na linha de sucessão ao trono liechtensteinense, imediatamente atrás de seu pai.
José é considerado pelos jacobitas o terceiro na linha aos tronos da Inglaterra, da Escócia e da Irlanda, uma vez que é um descendente de Carlos I da Inglaterra. 
Ele é descendente da famosa condessa húngara Isabel Bathory por parte de seu filho primogênito, Pal.

## Nascimento
Ele nasceu como o primeiro nascido do príncipe Aloísio, Príncipe Herdeiro de Liechtenstein e de sua esposa, a princesa Sofia da Baviera, Princesa de Liechtenstein.
O José tem três irmãos caçulas: a princesa Marie-Caroline de Liechtenstein (nascida em 1996), o príncipe Jorge de Liechtenstein (nascido em 1999) e o príncipe Nikolaus de Liechtenstein (nascido em 2000); os três nasceram na cidade de Grabs na Suíça.

## Escolhas dos nomes

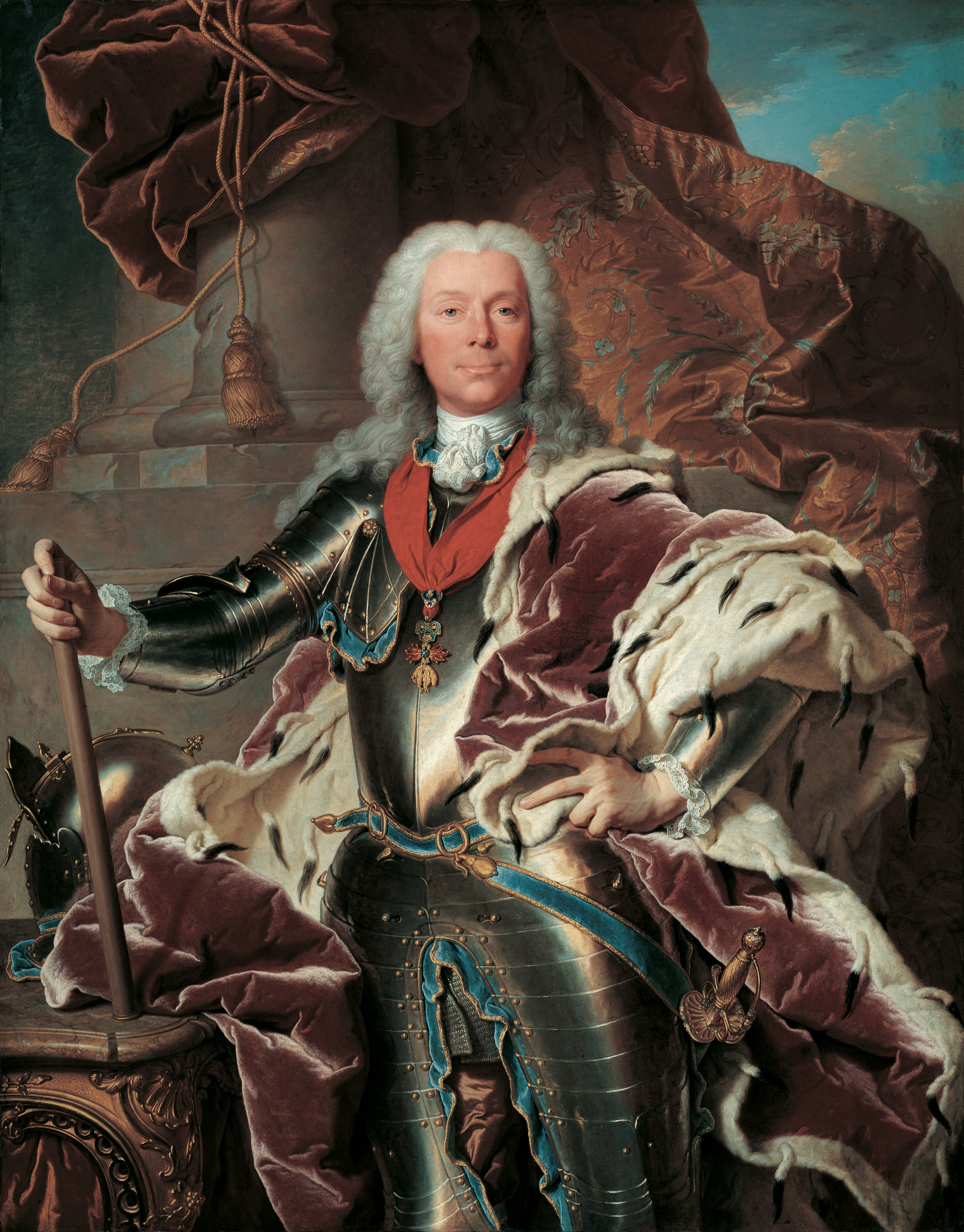
O José Venceslau, o ancestral do príncipe

José foi nomeado em honra de seu ancestral José Venceslau de Liechtenstein, que foi o príncipe soberano de Liechtenstein por três vezes. Ele tem o nome Maximiliano em honra de seu avô materno, Max Emanuel da Baviera, e de seu tio paterno e padrinho, o príncipe Maximiliano de Liechtenstein. Como a família principesca do Liechtenstein é tradicionalmente católica, o príncipe ganhou também o nome "Maria " em honra da Virgem Maria.

## Educação e preparação para a chefia de estado
Ele, como em toda família principesca do Liechtenstein, não é muito conhecido e aparece pouco na imprensa europeia. "Mas isto está mudando", escreveu a revista alemã Bunte em 2015. Venceslau, como é chamado na imprensa, tinha então terminado o seu ensino secundário no "Malvern College", no Reino Unido. Na época, disse para a revista sobre sua preparação para ser o futuro soberano de Liechetenstein: "bem, eu primeiro preciso me preparar direito". Na época também, a publicação divulgou que ele tinha tirado um ano sabático e, como mochileiro, já tinha viajado para o Peru e para a Bolívia e pretendia ir também para a Ásia. 
Em 2018, seu pai revelou que não havia nenhum problema com o futuro de Liechtenstein, uma vez que Venceslau "gostava de estar no escritório". Referia-se às funções administrativas que fazem parte das atribuições dos príncipes e soberanos do país, já que administram uma imensa fortuna, de cerca de 3 bilhões de euros, que inclui até um banco, o "LGT-Bank".
A Bunte chamou Venceslau em 2015 de "o príncipe mais rico da Europa".